# Wake the Dead
Wake the Dead is het tweede studioalbum van de Canadese punkband Comeback Kid en het eerste bij Victory Records van de band. Het werd opgenomen in The Blasting Room in Fort Collins, Colorado in oktober 2004. Het liedje "Wake the Dead" stond op de soundtrack van het videospel Burnout Revenge. De baslijnen werden ingespeeld door toenmalig Andrew Neufield en niet door bassist Kevin Call.

## Nummers
1. "False Idols Fall" - 2:38
2. "My Other Side" - 2:18
3. "Wake the Dead" - 3:17
4. "The Trouble I Love" - 1:52
5. "Talk Is Cheap" - 1:54
6. "Partners in Crime" - 2:22
7. "Our Distance" - 1:52
8. "Bright Lights Keep Shining" - 2:21
9. "Falling Apart" - 2:22
10. "Losing Patience" - 2:16
11. "Final Goodbye" - 2:34